# Nadgrad
Nadgrad je naselje v Občini Slovenska Bistrica.